# Ligne Challe
 (juillet 2008).
Si vous disposez d'ouvrages ou d'articles de référence ou si vous connaissez des sites web de qualité traitant du thème abordé ici, merci de compléter l'article en donnant les références utiles à sa vérifiabilité et en les liant à la section « Notes et références ».
Pour les articles homonymes, voir Challe.

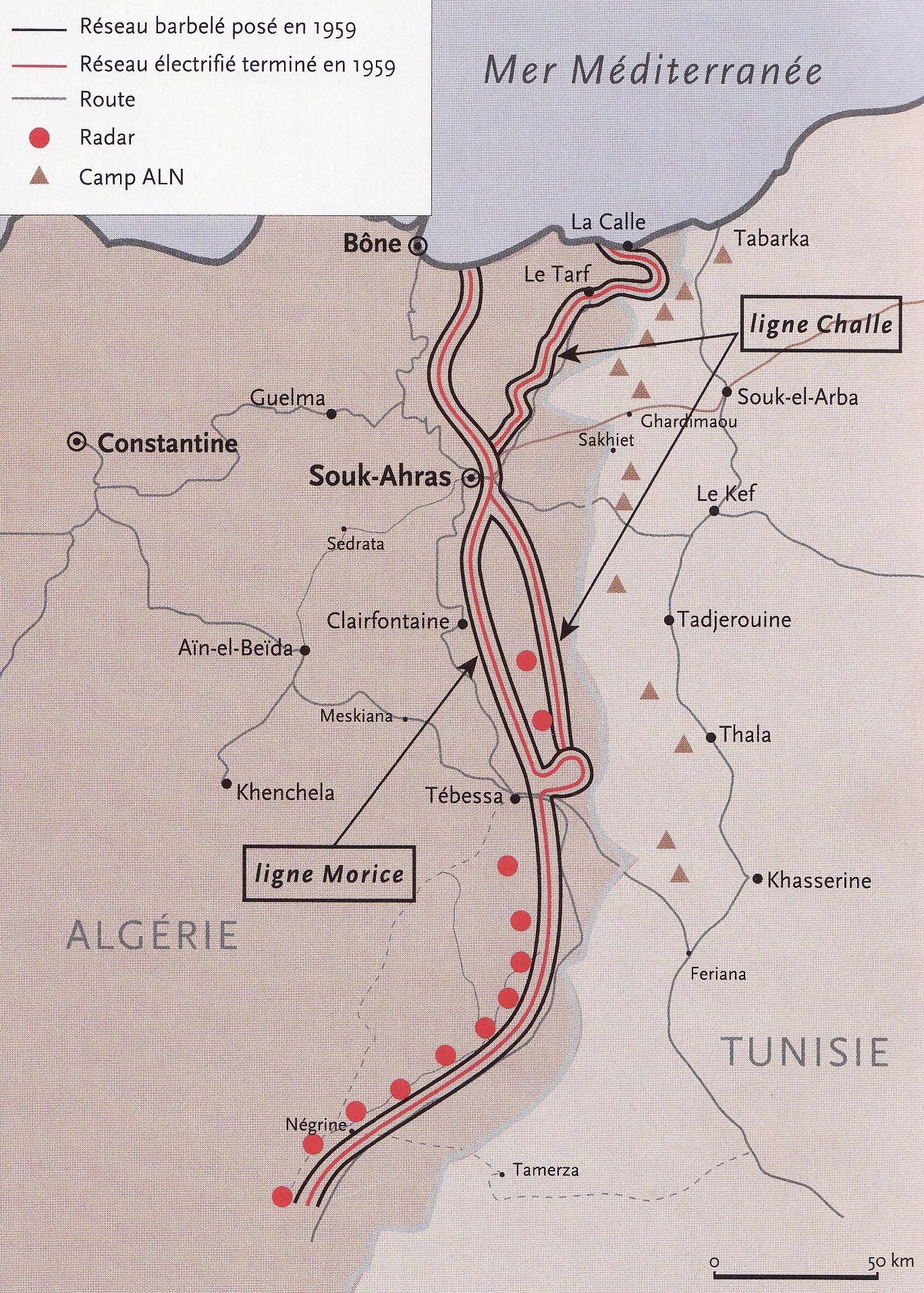
Cartographie de la ligne Challe et de la ligne Morice.

La ligne Challe était une ligne de défense armée en Algérie française situé sur la frontière entre l'Algérie et la Tunisie, venant doubler en 1959 la Ligne Morice construite à partir de juillet 1957. Son nom provient du général Maurice Challe, commandant en chef en Algérie entre décembre 1958 et mars 1960. Traversant les wilayas d’El Tarf et Souk Ahras pour atteindre les deux communes d’El Kouif et Negrine dans la wilaya de Tébessa, la ligne Challe doublait partiellement la ligne électrifiée Morice  qui s'étendait sur 460 km, d’Annaba à Negrine via Souk Ahras et les communes d’El Ma Labiodh et Bir el-Ater de Tébessa.
Barbelée, minée, électrifiée, surveillée en permanence, plusieurs centaines de milliers de mines sont restées non désactivées pendant plus de 50 ans. Certaines portions de la frontière entre l'Algérie et la Libye étaient renforcée par des barbelées électrifiées. De nombreux moudjahidines sont morts en cherchant à franchir la ligne que les habitants de R'mila ont surnommé la ligne de la mort ou la ligne maudite. Les mines anti-personnel ont également fait des victimes dans les décennies qui ont suivi l'indépendance du pays.
La fin des travaux de déminage de la ligne a été annoncée en 2017.